# Jeison Medina
Jeison Medina Escobar (Itagüí, Colombia, 27 de febrero de 1995) es un futbolista colombiano. Juega como delantero y su equipo actual es Liga Deportiva Universitaria de la Serie A de Ecuador.

## Trayectoria
Inicios
Empezó a los diez años, en Madrid, en las Escuelas, después formaría parte de la cantera de Atlético Nacional, La Masía, Comfenalco y en el 2015 se fue un mes a Italia, al Castiadas (cuarta división). 
Leones
Tras no poder oficializar su fichaje por el conjunto italiano por cuestión de papeles, volvió a Colombia para formar parte de la plantilla de Ditaires, donde con 21 años fue campeón del Torneo Sub-23 de 2015 ganando el botín de oro con 19 goles.
En las filas de Itagüí Leones Fútbol Club firmó 18 tantos y un ascenso para jugar en la Primera A colombiana y anotar el primer gol en la historia del equipo antioqueño en la élite.
Real Zaragoza
En junio de 2018 firma un contrato con el Real Zaragoza de la Segunda División, puede jugar de extremo o de delantero centro y llega cedido por dos temporadas del Leones.
América de Cali
Llegó a  el club de Colombia en el 2019, en el cual no actuó mucho pero se consagró como campeón del FPC en el 2019.
Deportivo Pasto
En condición de visitante, debuta con doblete frente a Millonarios Fútbol Club.
Al-Shamal
En 2021 llega al club catarí procedente del deportivo pasto, se convirtió junto a James Rodríguez en los únicos colombianos en jugar en la liga de ese país.
Liga Deportiva Universitaria
El 27 de junio de 2025 se anunció su fichaje por Liga Deportiva Universitaria de la Primera División de Ecuador, en un traspaso desde Independiente del Valle y con contrato hasta junio de 2028.

## Clubes
| Club                    | País     | Año       |
| ----------------------- | -------- | --------- |
| Leones                  | Colombia | 2017-2018 |
| Real Zaragoza           | España   | 2018      |
| América de Cali         | Colombia | 2019      |
| Deportivo Pasto         | Colombia | 2020-2021 |
| Al-Shamal               | Catar    | 2021-2022 |
| Deportivo Pasto         | Colombia | 2022      |
| PAS Lamia 1964          | Grecia   | 2023      |
| S. D. Aucas             | Ecuador  | 2023-2024 |
| Independiente del Valle | Ecuador  | 2024-2025 |
| Liga de Quito           | Ecuador  | 2025-act. |

## Estadísticas
Actualizado al último partido disputado el 17 de agosto de 2025.
| Club                                   | Div.          | Temporada     | Liga  | Liga  | Copas nacionales | Copas nacionales | Copas internacionales | Copas internacionales | Total | Total | Total  |
| Club                                   | Div.          | Temporada     | Part. | Goles | Part.            | Goles            | Part.                 | Goles                 | Part. | Goles | Asist. |
| -------------------------------------- | ------------- | ------------- | ----- | ----- | ---------------- | ---------------- | --------------------- | --------------------- | ----- | ----- | ------ |
| Leones · Colombia                      | 2.ª           | 2017          | 42    | 18    | 1                | 0                | —                     | —                     | 43    | 18    | 0      |
| Leones · Colombia                      | 1.ª           | 2018          | 18    | 2     | 1                | 0                | —                     | —                     | 19    | 2     | 1      |
| Leones · Colombia                      | Total club    | Total club    | 60    | 20    | 2                | 0                | 0                     | 0                     | 62    | 20    | 1      |
| América de Cali · Colombia             | 1.ª           | 2019          | 25    | 5     | 5                | 1                | —                     | —                     | 30    | 6     | 0      |
| América de Cali · Colombia             | Total club    | Total club    | 25    | 5     | 5                | 1                | 0                     | 0                     | 30    | 6     | 0      |
| Real Zaragoza · España                 | 2.ª           | 2018-19       | 2     | 0     | 1                | 0                | —                     | —                     | 3     | 0     | 0      |
| Real Zaragoza · España                 | Total club    | Total club    | 2     | 0     | 1                | 0                | 0                     | 0                     | 3     | 0     | 0      |
| Deportivo Pasto · Colombia             | 1.ª           | 2020          | 17    | 5     | 0                | 0                | 1                     | 0                     | 18    | 5     | 4      |
| Deportivo Pasto · Colombia             | 1.ª           | 2021          | 13    | 3     | 2                | 0                | 1                     | 1                     | 16    | 4     | 0      |
| Al-Shamal Catar                        | 1.ª           | 2021-22       | 17    | 8     | 6                | 3                | —                     | —                     | 23    | 11    | 4      |
| Al-Shamal Catar                        | Total club    | Total club    | 17    | 8     | 6                | 3                | 0                     | 0                     | 23    | 11    | 4      |
| Deportivo Pasto · Colombia             | 1.ª           | 2022          | 22    | 4     | 0                | 0                | —                     | —                     | 22    | 4     | 4      |
| Deportivo Pasto · Colombia             | Total club    | Total club    | 52    | 12    | 2                | 0                | 2                     | 1                     | 56    | 13    | 8      |
| PAS Lamia · Grecia                     | 1.ª           | 2022-23       | 8     | 1     | 2                | 0                | —                     | —                     | 10    | 1     | 0      |
| PAS Lamia · Grecia                     | Total club    | Total club    | 8     | 1     | 2                | 0                | 0                     | 0                     | 10    | 1     | 0      |
| S. D. Aucas · Ecuador                  | 1.ª           | 2023          | 15    | 8     | —                | —                | —                     | —                     | 15    | 8     | 3      |
| S. D. Aucas · Ecuador                  | 1.ª           | 2024          | 14    | 11    | —                | —                | 2                     | 1                     | 16    | 12    | 1      |
| S. D. Aucas · Ecuador                  | Total club    | Total club    | 29    | 19    | 0                | 0                | 2                     | 1                     | 31    | 20    | 4      |
| Independiente del Valle · Ecuador      | 1.ª           | 2024          | 17    | 9     | 5                | 1                | 2                     | 0                     | 24    | 10    | 1      |
| Independiente del Valle · Ecuador      | 1.ª           | 2025          | 12    | 3     | 0                | 0                | 6                     | 0                     | 18    | 3     | 0      |
| Independiente del Valle · Ecuador      | Total club    | Total club    | 29    | 12    | 5                | 1                | 8                     | 0                     | 42    | 13    | 1      |
| Liga Deportiva Universitaria · Ecuador | 1.ª           | 2025          | 6     | 1     | 1                | 0                | 1                     | 0                     | 8     | 1     | 0      |
| Liga Deportiva Universitaria · Ecuador | Total club    | Total club    | 6     | 1     | 1                | 0                | 1                     | 0                     | 8     | 1     | 0      |
| Total carrera                          | Total carrera | Total carrera | 228   | 78    | 24               | 5                | 13                    | 2                     | 265   | 85    | 18     |
| 1. 2.                                  |               |               |       |       |                  |                  |                       |                       |       |       |        |

## Palmarés

### Campeonatos nacionales
| Título              | Club            | País     | Año  |
| ------------------- | --------------- | -------- | ---- |
| Torneo Finalización | América de Cali | Colombia | 2019 |

### Distinciones individuales
| Distinción                                      | Año  |
| ----------------------------------------------- | ---- |
| Incluido en el once ideal de la LigaPro Serie A | 2024 |